# 生きてゐる兵隊
『生きている兵隊』（旧仮名づかい：生きてゐる兵隊、いきているへいたい）は、中国戦線に取材した石川達三の小説であり、作者自身の中公文庫『前記』によると、「この稿は実戦の忠実な記録ではなく、作者はかなり自由な創作を試みたものである」という。しかし、「あるがままの戦争の姿を知らせる」（初版自序）ともしており、モデルとなった第16師団33連隊の進軍の日程、あるいは、描写が歴史事実と一致する個所も少なくない。1938年発表。

## 概要
石川は、南京陥落（1937年12月12日）直後に中央公論社特派員として中国大陸に赴き、1938年1月に上海に上陸、鉄道で南京入りした。南京事件に関与したといわれる第16師団33連隊に取材し、その結果著されたのがこの小説であり、日本国内では皇軍として威信のあった日本軍の実態を実写的に描いた問題作とされる。『中央公論』1938年3月号に発表される際、無防備な市民や女性を殺害する描写、兵隊自身の戦争に対する悲観などを含む4分の1が伏字削除されたにもかかわらず、「反軍的内容をもった時局柄不穏当な作品」などとして、掲載誌は即日発売禁止の処分となる。その後、執筆者石川、編集者、発行者の3者は新聞紙法第41条（安寧秩序紊乱）の容疑で起訴され、石川は禁固4か月、執行猶予3年の判決を受けた。この著作が完全版として日の目を見るようになったのは第二次世界大戦敗戦後の1945年12月である。
1946年5月9日の『読売新聞』のインタビュー記事で石川は、「入城式におくれて正月私が南京へ着いたとき、街上は死屍累々大変なものだった」と自らが見聞した虐殺現場の様子を詳細に語っており、その記事が掲載された直後の11日の国際検察局の尋問では、「南京で起こったある事件を、私の本ではそれを他の戦線で起こった事として書きました」と述べている。また、後にも読売新聞のインタビューを受けており、やはり内容が事実であることを認めている。一方、石川の逝去3か月前にインタビューを申し込んだという阿羅健一は、闘病中を理由にインタビューは断られたが、「私が南京に入ったのは入城式から2週間後です。大殺戮の痕跡は一片も見ておりません。何万の死体の処理はとても2、3週間では終わらないと思います。あの話は私は今も信じてはおりません」との返事を石川からもらったと石川の死後になって主張している。

## 登場人物
- 近藤
一等兵。医学士。人間の生命を救うために自分が学んできた医学と、生命が戦場で簡単に失われる現状との差に悩んでいる。
- 笠原
伍長。農家の次男坊で、粗野かつ無学な人物。人を殺すことに長けている反面、戦友に対しては情に篤いという「最も兵隊にふさわしい兵隊」。
- 平尾
一等兵。かつては新聞社の校正に従事していた。元来繊細な感性の持ち主であるが、兵隊になってからはそれを隠すかのように、大言壮語や勇ましげな振る舞いを見せるようになった。
- 片山玄澄
従軍僧。本来は戦死者を弔うことが彼の役目であるが、自ら戦闘に参加して、シャベルといったあり合わせの得物で、すでに20人以上殺している。
- 中橋
通訳。血気盛んな青年で、自らすすんで通訳に志願した。
- 倉田
小隊長、少尉。几帳面な性格で、地方にいたときは小学校の教師をしていた。
- 西沢
連隊長、大佐。

## 出版
- 『生きてゐる兵隊』河出書房（自由新書）1945年 単行本初版。加筆・修正のほか、伏字にされた箇所は復活。昭和20年12月。
- 『生きている兵隊』中央公論新社（中公文庫）ISBN 4-12-203457-4 『中央公論』版を底本にして、河出書房をもとに伏字にされた箇所を復活して傍線が引かれた伏字復元版。加筆・修正箇所もカッコをつけて付記。